# 古瑙尔
古瑙尔（Gunnaur），是印度北方邦Budaun县的一个城镇。总人口19105（2001年）。

## 人口
该地2001年总人口19105人，其中男性10028人，女性9077人；0—6岁人口3660人，其中男1965人，女1695人；识字率31.50%，其中男性为38.46%，女性为23.81%。